# Гнаровское
Гнаровское (укр. Гнаровське) — село,
Гнаровский сельский совет,
Вольнянский район,
Запорожская область,
Украина.
Код КОАТУУ — 2321581001. Население по переписи 2001 года составляло 846 человек.
Является административным центром Гнаровского сельского совета, в который, кроме того, входит село
Вербовое.

## Географическое положение
Село Гнаровское находится на берегу небольшой речушки, приток реки Вольнянка, выше по течению примыкает село Новотроицкое, ниже по течению на расстоянии в 3 км расположено село Георгиевское.
Рядом проходит автомобильная дорога М-18 (E 105).

## История
1926 год — дата основания как село Вербовое.
23 сентября 1943 года в боях возле совхоза Иваненково (село Вербовое) санитарный инструктор 907-го стрелкового полка 244-й стрелковой дивизии рядовая Валерия Гнаровская вытаскивала на себе раненых и доставляла их на перевязочный пункт. В это время в направлении перевязочного пункта прорвались два немецких тяжёлых танка «Тигр». Спасая раненых, Валерия Гнаровская со связкой гранат бросилась под один из них и подорвала его, второй был подбит подоспевшими красноармейцами. За мужество и героизм Указом Президиума Верховного Совета СССР 2 июня 1944 года Валерии Гнаровской было посмертно присвоено звание Героя Советского Союза.
В 1945 году переименовано в село Гнаровское в честь Гнаровской Валерии Осиповны.